# 盧文

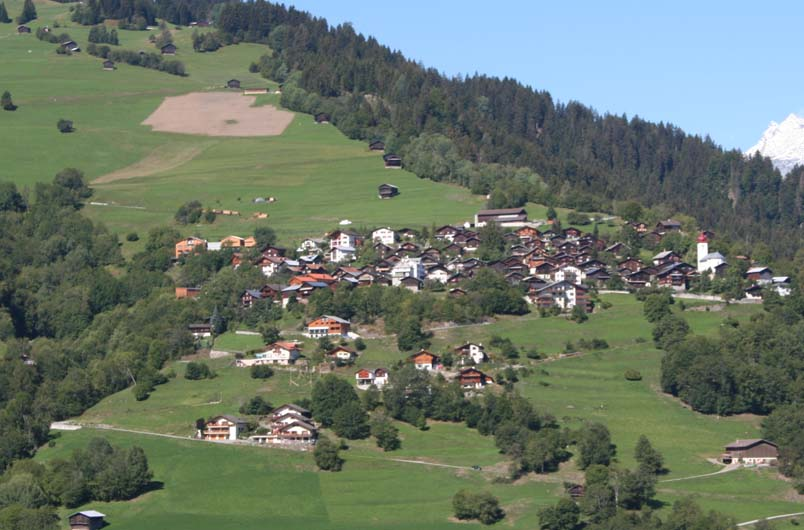

盧文是瑞士的城鎮，位於該國東部，由格勞賓登州負責管轄，面積6.63平方公里，52%土地用作農業，海拔高度998米，2011年人口199，人口密度每平方公里29人。

## 外部連結
- Official website （页面存档备份，存于） （羅曼什語）/（德文）